# Jan Bogumił Trenner
Jan Bogumił Trenner (ur. 1781, zm. 31 grudnia 1858 w Krakowie) – architekt, budowniczy, autor projektu Kossakówki.
Po powstaniu Wolnego Miasta Krakowa od sierpnia 1816 działał podlegający Senatowi Inspektor (Budowniczy) Budownictwa Ziemnego i Wodnego Trenner został zatrudniony na tym stanowisku. Po reorganizacji urzędów w marcu 1819 powstał Urząd Budowniczy Wolnego Miasta Krakowa i Jego Okręgu podlegający Wydziałowi Spraw Wewnętrznych Senatu – urzędem kierował Inspektor Budownictwa Jan Bogumił Trenner, któremu podlegali: Budowniczy Okręgowy Feliks Radwański i Budowniczy Miejski Jan Drachny.